# Ca Foraster-Dasca
Ca Foraster-Dasca és un edifici entre mitgeres de Valls (Alt Camp) protegit com a bé cultural d'interès local. Situat a la dovella central de la porta de Can Dasca és present l'escut barroc, el qual és declarat bé cultural d'interès nacional.

## L'edifici
Edifici entre mitgeres que consta de baixos i tres plantes més. Té dues façanes, una al carrer de la Cort i l'altre al carrer Muralla de Sant Antoni. La façana principal és la del carrer de la Cort, en ella hi ha tres obertures a cada planta disposades en el mateix eix longitudinal. Totes les obertures són allindanades i les del primer i segon pis s'obren a un balcó amb la barana de ferro forjat. L'obertura central de la planta baixa és la porta d'accés a l'immoble, mentre que les laterals donen accés a locals comercials.
La porta principal és d'arc pla, amb una inscripció a la dovella central que diu "DASCA", i està flanquejada per dues pilastres; la porta de la dreta també és d'arc pla amb un escut a la clau.
Les obertures del primer i segon pis estan envoltades d'una motllura llisa i, l'obertura central del primer pis, té una llinda en forma de frontó sense cap mena de decoració. La façana queda rematada per una cornisa molt senzilla.
La façana al carrer Muralla de Sant Antoni té un cos que sobresurt que consta de planta baixa i un pis i forma un conjunt amb les cases número 10, 12 i 14. Aquest cos és de maó vist i la cobertura és plana, fent de terrassa de Can Dasca. A la planta baixa hi ha una gran obertura rectangular i al primer pis les obertures són d'arc de mig punt emmarcades dintre d'un arc cec. La façana d'aquest cos està decorada amb unes pilastres que la recorren de dalt a baix i està rematada per una balustrada de pedra. La resta de la façana, a un pla més enretirat, no té cap mena de decoració i les obertures són rectangulars.

## L'escut
A la dovella central de la porta de can Dasca trobem situat l'Escut barroc de forma oval ornat amb una orla; al medalló hi ha anagrama format per una G coronada amb una creu al centre, una N i una A a la part superior, i una L i una S a la part inferior. L'escut es relaciona amb el llinatge dels Gornals, els quals hi residiren entre els segles XVI-XVII.